# Eumelea rosans
Eumelea rosans är en fjärilsart som beskrevs av Louis Beethoven Prout 1932. Eumelea rosans ingår i släktet Eumelea och familjen mätare. Inga underarter finns listade i Catalogue of Life.